# Port lotniczy Jacmel
Port lotniczy Jacmel (ang. Jacmel Airport) (IATA: CYA, ICAO: MTCA) – szósty co do wielkości port lotniczy Haiti położony w mieście Jacmel.

## Linie lotnicze i połączenia
- Air D'Ayiti (Miami)
- Haiti Ambassador Airlines (Nowy Jork)
- Caribintair (Port-au-Prince)
- Tortug' Air (Port-au-Prince)
- Tropical Airways